# Lista över Åmåls borgmästare
Det här är en lista över borgmästare i Åmåls stad. Åmåls stad fick sitt första privilegiebrev 1643, men ödelades nästan helt under Hannibalsfejden 1645, privilegiebrevet förnyades därför 1646. Enligt vad som är känt tillträdde 1647 den första borgmästaren i staden. I mitten av 1900-talet avskaffades borgmästarämbetet i Sverige.

## Åmåls borgmästare
- 1647–1656 Anders Andersson
- 1656–1681 Töres Persson[1]
- 1681–1713 Magnus Eneroth
- 1713–1737 Anders Åberg
- 1737–1750 Petter Åberg
- 1750–1759 Herman Sylvius
- 1759–1785 Anders Ekman
- 1785–1789 Gustaf Ekman
- 1789–1791 Gustaf Åberg
- 1791–1799 Per Åberg
- 1800–1807 Jonas Wahlenberg
- 1807–1826 Fredrik Eneroth
- 1826–1850 Martin Ödman
- 1851–1870 Johan M. Jönsson
- 1872–1903 Sven Wigelius
- 1903–1908 Hadar Sandström
- 1908–1948 Ragnar St. Cyr